# Lisa Gherardini
Lisa Gherardini (Florença, 15 de junho de 1479 - Florença, 15 de julho de 1542 ou 1551) também conhecida como Mona Lisa, Lisa del Giocondo, Lisa di Antonio Maria, Antonmaria, era um membro da Família Gerardini de Florença e da Toscana. Seu nome foi dado ao quadro Mona Lisa, trabalho encomendado por seu marido a Leonardo da Vinci durante a Renascença italiana.
Existem poucas informações sobre sua vida. Nascida em Florença, na Itália, casou-se ainda adolescente com um mercador de têxteis e de sedas, que viria a tornar-se uma autoridade local, era mãe de seis filhos e levava uma vida normal e comum da classe média da época, sendo bem mais jovem que seu marido.
Séculos após sua morte, o quadro que a retrata, Mona Lisa, tornou-se a mais famosa pintura do mundo ganhando uma vida à parte da Lisa, a mulher. Devido às especulações de estudiosos, a obra de arte tornou-se um ícone artístico mundial e um objeto de comercialização. Em 2005, senhora Lisa foi definitivamente identificada como sendo a Mona Lisa.

## Biografia

### Infância e família

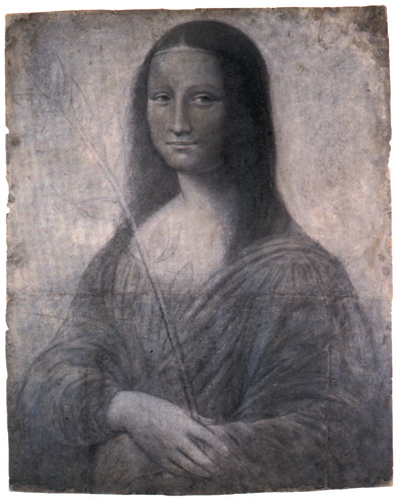
Uma outra visão de Lisa num desenho a lápis e carvão atribuído a Da Vinci

Na época do movimento Quatrocento, Florença era uma das maiores cidades da Europa, considerada rica e de economia desenvolvida, porém com grande disparidade em nível econômico e social. A família de Lisa era antiga e aristocrática, mas com o tempo diminuiu a influência na cidade. Tinham uma vida confortável mas não eram ricos, vivendo de rendimentos agrícolas.
Lisa Gherardini era filha de Antonmaria di Noldo Gherardini e Lucrezia del Caccia (terceira esposa com quem se casou em 1476). Era a mais velha de sete filhos, tinha três irmãs, uma delas chamada Ginevra, e três irmãos, Giovangualberto, Francesco e Noldo. Lisa nasceu em Florença, na Via Maggio, apesar de por muitos anos os historiadores pensarem que ela havia nascido numa das propriedades rurais da família em Villa Vignamaggio e recebeu o nome de Lisa, uma esposa de seu avô paterno.
A família viveu primeiro perto da Igreja da Santa Trindade e depois num espaço alugado perto da Basílica do Espírito Santo, mudando-se para onde hoje é conhecido como Via dei Pepi e depois para Santa Croce, um dos seis bairros centrais da cidade, onde viviam perto de Ser Piero Da Vinci, o pai de Leonardo. Eles também possuíam uma pequena casa de campo em Poggio a Caiano, cerca de 32 km ao sul da cidade. Noldo, o avô de Lisa, tinha arrendado uma pequena fazenda do hospital de Santa Maria Nuova e a família passava alguns verões lá, numa casa chamada Ca' di Pesa.

## Casamento e vida adulta
Durante algum tempo Lisa Gherardini possuiu ou arrendou seis fazendas na região de Chianti, que produziam trigo, vinho e azeite de oliva, e onde criavam animais domésticos.
Em 5 de maio de 1495, Lisa casou-se com Francesco di Bartolomeo di Zanobi del Giocondo, um comerciante, tornando-se sua segunda esposa, com a idade de quinze anos. O dote dela foi de 170 florins e a pequena fazenda de San Silvestro, perto da casa de campo da família (sinal de que seus familiares não eram ricos e de que o casal uniu-se por amor). A propriedade ficava entre Castellina e San Donato, em Poggio, perto de duas fazendas pertencentes a Michelangelo. O casal vivia uma vida de classe média. O casamento deu a Lisa um status social mais elevado, já que a família do marido tinha mais posses que a dela; por outro lado, imagina-se que Francesco tenha se beneficiado por Lisa ter um nome de família antigo e tradicional. Eles viveram em uma casa de cômodos compartilhados, até que Francesco, em 5 de março de 1503, conseguiu dinheiro para comprar uma casa melhor, vizinha da antiga casa de sua família na Via della Stufa. Leonardo deve tê-la pintado por esta época.

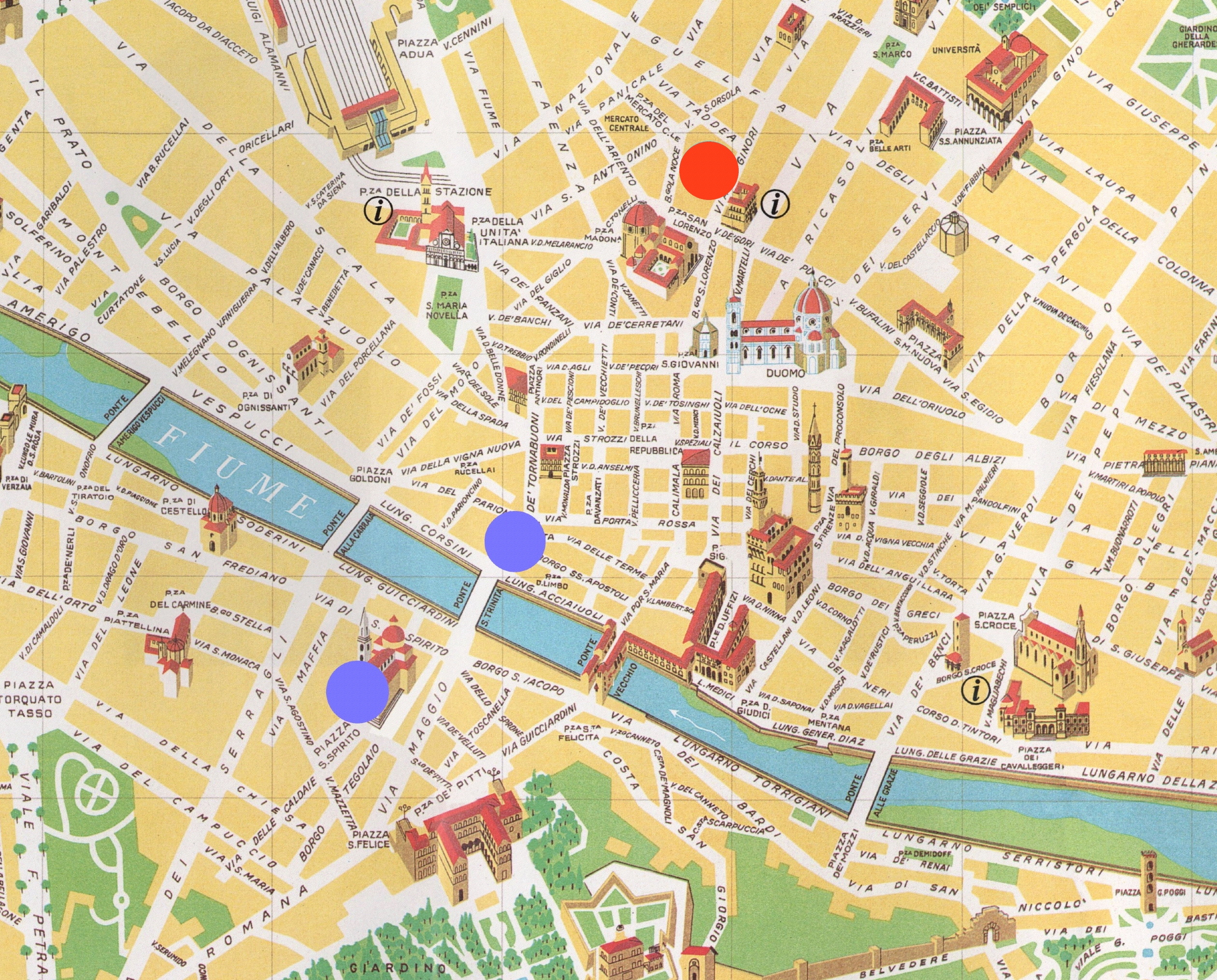
Centro de Florença: Francesco e Lisa viviam na Via della Stufa (em vermelho), a cerca de 1 km do rio Arno. Os pais de Lisa moravam próximo ao rio, primeiro ao norte e depois ao sul dele (em azul).

O casal teve cinco filhos: Piero, Camilla, Andrea, Giocondo e Marietta, quatro deles entre 1496 e 1507. Lisa também criou Bartolomeo, o filho da primeira mulher de seu marido, que tinha um ano quando a mãe morreu. A madrasta de Lisa, Caterina di Mariotto Rucellai e a primeira mulher de Francesco, Camilla, eram irmãs e membros da proeminente e tradicional família Rucellai.
Camila e Marietta tornaram-se freiras e Camila adotou o nome de irmã Beatrice, morrendo com apenas dezoito anos e sendo enterrada na basílica de Santa Maria Novella. Lisa tinha boas relações com o Convento de Sant'Orsola, de grande reputação em Florença, onde internou Marietta em 1521. Sua filha adotou o nome de Sóror Ludovica e tornou-se um membro respeitado da instituição religiosa, assumindo com o tempo posições de responsabilidade. Francesco tornou-se uma autoridade na cidade. Foi eleito para o Dodici Buonomini em 1499 e para a Signoria em 1512, onde tornou-se um Priori em 1524. Ele deve ter tido relações comerciais ou políticas com os Médici, pois, neste mesmo ano, na época em que a cidade mais temia o retorno da família do exílio, foi preso e multado em mil florins. Em setembro, com a chegada dos Médici, foi libertado.
Em junho de 1534, Francesco fez seu testamento e nele devolvia a Lisa o seu dote de casamento, além de lhe dar roupas e joias, cuidando de seu futuro. Também a colocou como guardiã legal da filha Ludovica e, em caso de impedimento, de seu filho Bartolomeo. Nele, escreveu: "Dada a afeição e o amor do autor do testamento por Mona Lisa, sua amada esposa; em consideração pelo fato de que Lisa sempre agiu com um espírito nobre e como esposa fiel, desejando que ela possa preencher todas as suas necessidades …"
Existem duas versões de estudiosos consideradas para a morte de Francesco e Lisa. Numa delas, ele morreu vitimado pela praga de 1538. Lisa adoeceu e foi levada por sua filha para Sant'Orsola, onde morreu quatro anos depois, em 1 de julho de 1542, com a idade de 63 anos. Outra, afirma que ele viveu até os oitenta anos, morrendo em 1539 e que Lisa deve ter vivido até 1551, quando tinha 71 ou 72 anos. Seus restos estariam enterrados no convento de Santa Úrsula.

## A pintura Mona Lisa

A pintura integral de Mona Lisa (inglês: Mona Lisa, italiano: La Gioconda, francês: La Joconde) de Leonardo da Vinci, Museu do Louvre.

Como outros florentinos de posses, a família de Francesco era amante e patrona das artes. Seu filho Bartolommeo pediu a Antonio di Donnino Mazzieri que pintasse um afresco no mausoléu da família na Basilica della Santissima Annunziata. Andrea del Sarto havia feito uma pintura da Madona para outro membro da família.
Francesco então encomendou uma pintura de São Francisco de Assis a Domenico Puligo e um retrato de sua mulher a Leonardo Da Vinci. Acredita-se que ele tenha feito a encomenda do quadro de Lisa para comemorar o nascimento de Andrea e a compra da nova casa da família.
Mona Lisa preenchia os requisitos morais dos séculos XV e XVI do retrato de uma mulher de virtudes. Ela é retratada como uma fiel mulher pelos gestos - com sua mão direita pousada sobre a esquerda. Da Vinci também a apresenta como uma mulher na moda e bem sucedida, talvez um pouco mais do que realmente era. Seu costume e o véu negro eram influenciados pela alta moda espanhola da época e não uma imagem de luto pela morte de sua primeira filha, como alguns estudiosos aventaram. O retrato tinha os padrões de tamanho dos encomendados pela burguesia e patronos da época, sendo esta extravagância explicada como uma tentativa de ascensão social do casal.
Da Vinci não teve encomendas nem rendimentos durante a primavera de 1503, o que talvez explique seu interesse em fazer um retrato particular, mas no fim do ano, ele tentou adiar seu trabalho em Mona Lisa por ter recebido uma encomenda para pintar a A Batalha de Anghiari, que tinha um valor superior, e que foi contratado para entregar em fevereiro de 1505.  Em 1506, ele considerou a pintura de Lisa inacabada, não recebeu o pagamento e nunca o entregou a seu cliente Francesco. Suas pinturas viajaram com ele por toda a vida e estima-se que a tenha completado finalmente por volta de 1516, na França.

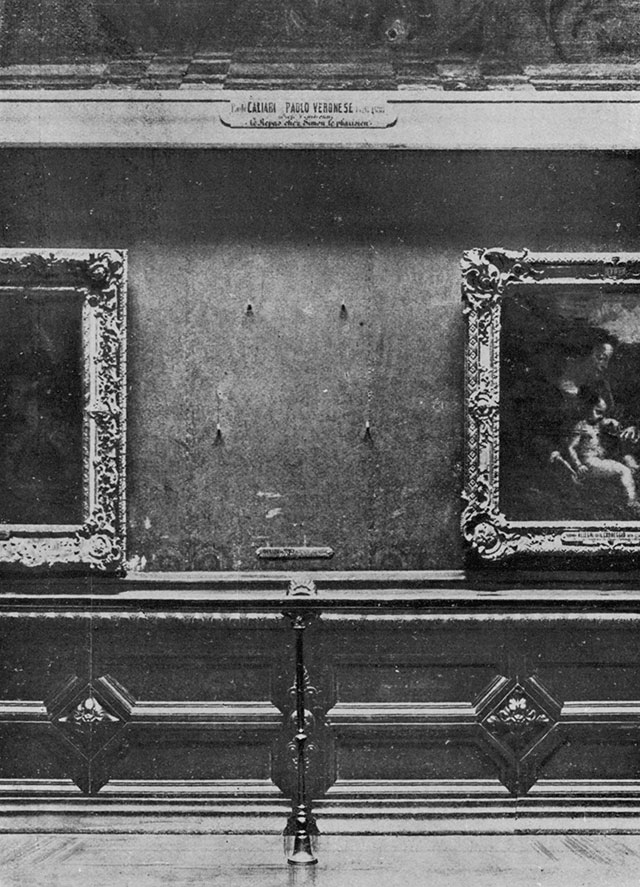
O roubo da Mona Lisa do Louvre em 1911 e suas viagens e exposições pela Ásia e pela América do Norte durante os anos 60, contribuíram para a fama e a transformaram num ícone visual e cultural.

O título da pintura data de 1550. Um pintor com ligações com a família Gherardini, Giorgio Vasari, escreveu: "Leonardo comprometeu-se a pintar, para Francesco del Giocondo, o retrato de Mona Lisa, sua esposa (original: Prese Lionardo a fare per Francesco del Giocondo il ritratto di mona Lisa sua moglie). Os nomes da pintura em italiano (La Gioconda) e em francês (La Joconde) são tanto o nome de casada de Lisa quanto seu apelido. Em português, significa A Feliz ou A Alegre.
Através dos anos, surgiram diversas especulações ligando o nome de Lisa a pelo menos quatro pinturas e sua identidade a pelo menos dez pessoas diferentes. No final do século XX, a pintura havia se transformado num ícone mundial, usado em mais de trezentas outras pinturas e cerca de 2.000 anúncios publicitários ao redor do mundo, aparecendo em média em um anúncio por semana.

### A confirmação histórica

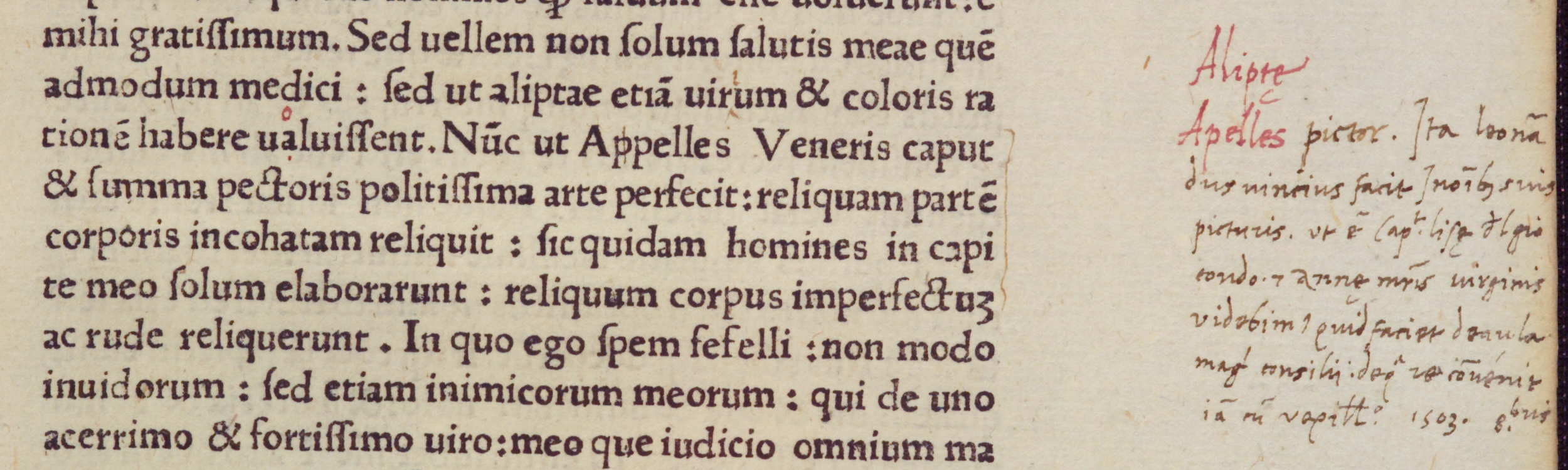
A anotação de Agostino Vespucci na margem do livro

Em 2005, um pesquisador-especialista da biblioteca da Universidade de Heidelberg, na Alemanha, descobriu uma anotação num canto de margem de um livro sobre Cícero, na coleção da livraria, que confirmava a visão tradicional de que Lisa era a retratada no quadro. Na anotação, datada de 1503, um oficial da chancelaria florentina, Agostino Vespucci, comparava Da Vinci ao grande pintor clássico Apeles e comentava que ele no momento pintava o retrato de Lisa del Giocondo, permitindo ligar a data à obra de arte com exatidão.
A pintura, oficialmente catalogada e anunciada pelo Museu do Louvre como Lisa Gherardini, esposa de Francesco del Giocondo, tem estado em custódia da França desde o século XVI, quando foi adquirida pelo rei Francisco I, um patrono das artes; após a Revolução Francesa, em 1789, ela tornou-se patrimônio do povo francês.
Em fevereiro de 2014, investigadores italianos começaram a efetuar testes de ADN a ossos que se pensa serem de Lisa Gherardini. O esqueleto a ser analisado foi encontrado em 2013 no convento de Sant'Orsola, onde se pensa que Lisa Gherardini terá morrido por volta do ano de 1551.
O ADN será depois comparado com o de ossos de familiares de Giocondo, que se encontravam na Basílica Santissima Annuziata.
Caso se perceba que pertencem à mesma família, a equipa liderada pelo historiador Silvano Vinceti irá utilizar a caveira, do esqueleto encontrado no convento de Sant'Orsala, para efetuar uma reconstrução facial computorizada e verificar se apresenta semelhanças com a figura pintada por Da Vinci.
Atualmente, cerca de seis milhões de pessoas visitam por ano a pintura no Louvre, onde ela faz parte da coleção nacional francesa.